# 大眼鲤
大眼鲤（学名：Cyprinus megalophthalmus）为輻鰭魚綱鯉形目鲤科鲤属的鱼类，俗名老头鱼、壳子鱼、草壳鱼，是中国的特有物种。分布于洱海等，本魚身體銀灰色在側邊上,在腹部與鰭上的白色淡黃色的;在唇之前的黑色;鱗片在側線上面與新月形的黑色斑點，體長可達24.2公分。该物种的模式产地在云南洱海。棲息在湖泊淺水具岩石底質的區域，屬雜食性，以藻類、小型甲殼類等為食，每年6月繁殖。
大眼鲤的肉可供食用，为经济鱼类。

## 扩展阅读
維基物種上的相關：大眼鲤